# Coleophora ochripennella
Coleophora ochripennella é uma espécie de mariposa do gênero Coleophora pertencente à família Coleophoridae.